# Département Pyrénées-Orientales
Das Département des Pyrénées-Orientales [piʀene(z)ɔʀjɑ̃ˈtal] (katalanisch Pirineus Orientals; okzitanisch Pirenèus Orientals; deutsch Östliche Pyrenäen) (auch als Nordkatalonien bekannt) ist das französische Département mit der Ordnungsnummer 66. Es liegt im Süden des Landes in der Region Okzitanien an der spanischen Grenze und wurde nach seiner Lage am Ostrand der Pyrenäen benannt. 

## Geografie
Das Département Pyrénées-Orientales grenzt im Osten an das Mittelmeer, im Süden an Spanien, im Norden an das Département Aude und im Westen an Andorra und das Département Ariège.
Das Département umfasst die historische Provinz Roussillon und im Norden einen kleinen Teil der historischen Provinz Languedoc, das Fenouillèdes.
Die Täler der Têt und des Tech verbreitern sich am Ostfuß der Canigoukette zu einer sehr fruchtbaren Ebene mit Mittelmeerklima und üppiger Vegetation, der ein aus Schuttmassen aufgebauter, flacher Küstenstreifen vorgelagert ist, der mit der nordwärts anschließenden Lagunenküste die Côte Vermeille bildet und für den Fremdenverkehr entwickelt werden soll.
Die Bevölkerung betreibt Wein- und Olivenbau, Holz- und Weidewirtschaft.

## Geschichte

### Vorgeschichtliche Zeugnisse
Die Megalithen der östlichen Pyrenäen bestehen aus ca. 150 Dolmen und nur wenigen Menhiren. Das Departement im äußersten Süden Frankreichs besteht umfasst den östlichsten Teil der Pyrenäen, und die weiten Ebenen des Roussillon. Die Dolmen bestehen aus Gneis, Granit und Kalkstein und sind – im Vergleich zu den spanischen Nachbarn – eher klein. Der größte ist Na Cristiana. Die Mehrheit hat einen rechteckigen Grundriss, der aus der Endplatte und zwei Seitenplatten besteht, auf denen die Deckenplatte ruht. Die vierte Seite des Rechtecks diente als Zugang und wurde möglicherweise mit einem System aus Holz und/oder kleineren Stein verschlossen. Ein paar Dolmen sind größer und mit einem Gang ausgestattet, dessen Seiten durch weitere Platten verlängert werden, die dem Dolmen insgesamt eine längliche Form geben. Die ursprünglichen Pläne wurden im Laufe der Zeit jedoch oft verändert. Kein Dolmen wurde intakt gefunden, alle waren geleert, geplündert, wiederverwendet, manchmal noch in der Vorgeschichte oder in der Antike. Oft wurden die Platten bewegt oder zerstört. Viele Dolmen tragen Schälchen oft verbunden mit gravierten Rillen, manchmal begleitet von Gravuren in Kreuzform. Wenn die Dolmen selbst nicht graviert sind, können sie von in der Nähe befindlichen gravierten Felsen begleitet sein. Die Megalithen sind ungleichmäßig über das Département verteilt – die Küstenebene ist praktisch frei von ihnen. Die wichtigsten befinden sich im Bas Conflent, im Fenouillèdes, im Alberes und an der Côte Vermeille (Dolmen Na Cristiana und weitere acht Dolmen) und in geringerem Maße in der Cerdanya. Im Capcir und Haut Conflent gibt es nur wenige Megalithen.

### Altertum und Mittelalter
Als Durchgangsgebiet von oder zur Iberischen Halbinsel spielte es bereits in der Vorgeschichte (Mensch von Tautavel) und in der Antike (u. a. Hannibal) eine bedeutende Rolle. Auch finden sich vereinzelte Zeugnisse aus der Zeit der Völkerwanderung, des vordringenden Islam und der westgotisch beeinflussten Architektur des frühen Mittelalters. Die Karolinger hinterließen kaum Spuren, doch begann mit den romanischen Klosterkirchen des 11. und 12. Jahrhunderts (u. a. Cuxa, Elne, Canigou, Serabonne, Marcevol) eine kulturelle Blütezeit, die jedoch im Spätmittelalter endete; abgesehen von der Kathedrale und dem Palast der Könige von Mallorca in Perpignan spielten die Gotik und danach die Renaissance und der Barock kaum mehr eine Rolle in der geistig-kulturellen Entwicklung des Gebiets.

### Neuzeit
Nach langer Zugehörigkeit der Region zum Fürstentum Katalonien als Bestandteil der Krone von Aragonien fiel sie mit dem Pyrenäenfrieden (1659) an die französische Krone. Das Département wurde am 4. März 1790 hauptsächlich aus der Grafschaft Roussillon, gebildet, ein Teil des Départements im Nordwesten gehörte zur Languedoc. Es gehörte von 1960 bis 2015 der Region Languedoc-Roussillon an, die im Jahr 2016 in der Region Okzitanien aufging.

## Wappen
Beschreibung: In Gold vier rote Pfähle, angelehnt an das Wappen Kataloniens.

## Städte
- Céret
- Perpignan
- Prades

## Verwaltungsgliederung
| Arrondissement                  | Kantone | Gemeinden | Einwohner 1. Januar 2022 | Fläche km² | Dichte Einw./km² | Code INSEE |
| ------------------------------- | ------- | --------- | ------------------------ | ---------- | ---------------- | ---------- |
| Céret                           | 5       | 64        | 136.277                  | 1.214,12   | 112              | 661        |
| Perpignan                       | 14      | 39        | 295.776                  | 720,48     | 411              | 662        |
| Prades                          | 4       | 123       | 60.911                   | 2.181,42   | 28               | 663        |
| Département Pyrénées-Orientales | 17      | 226       | 492.964                  | 4.116,02   | 120              | 66         |

Siehe auch:

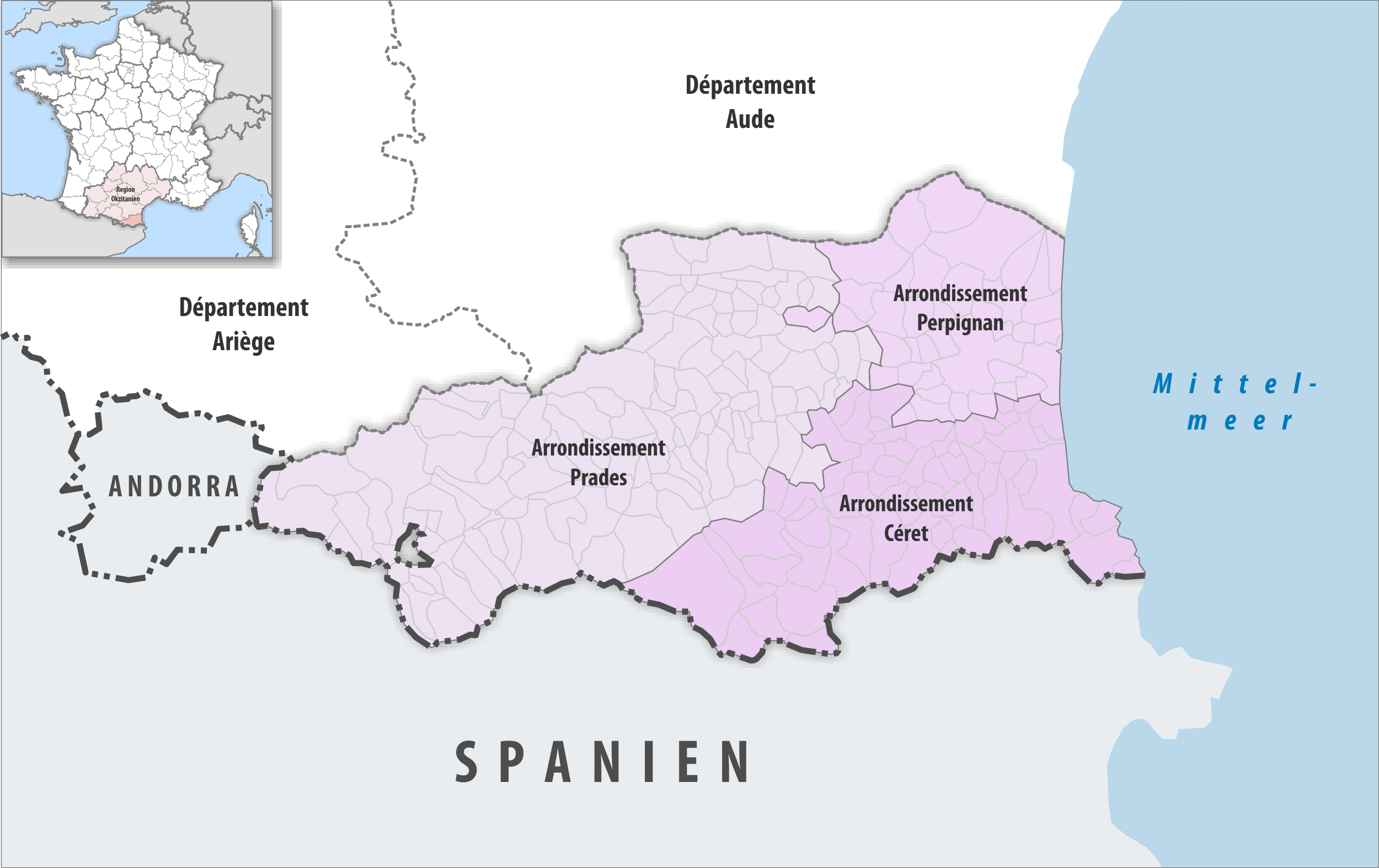
Gemeinden und Arrondissemente im Département Pyrénées-Orientales

- Liste der Gemeinden im Département Pyrénées-Orientales
- Liste der Kantone im Département Pyrénées-Orientales
- Liste der Gemeindeverbände im Département Pyrénées-Orientales

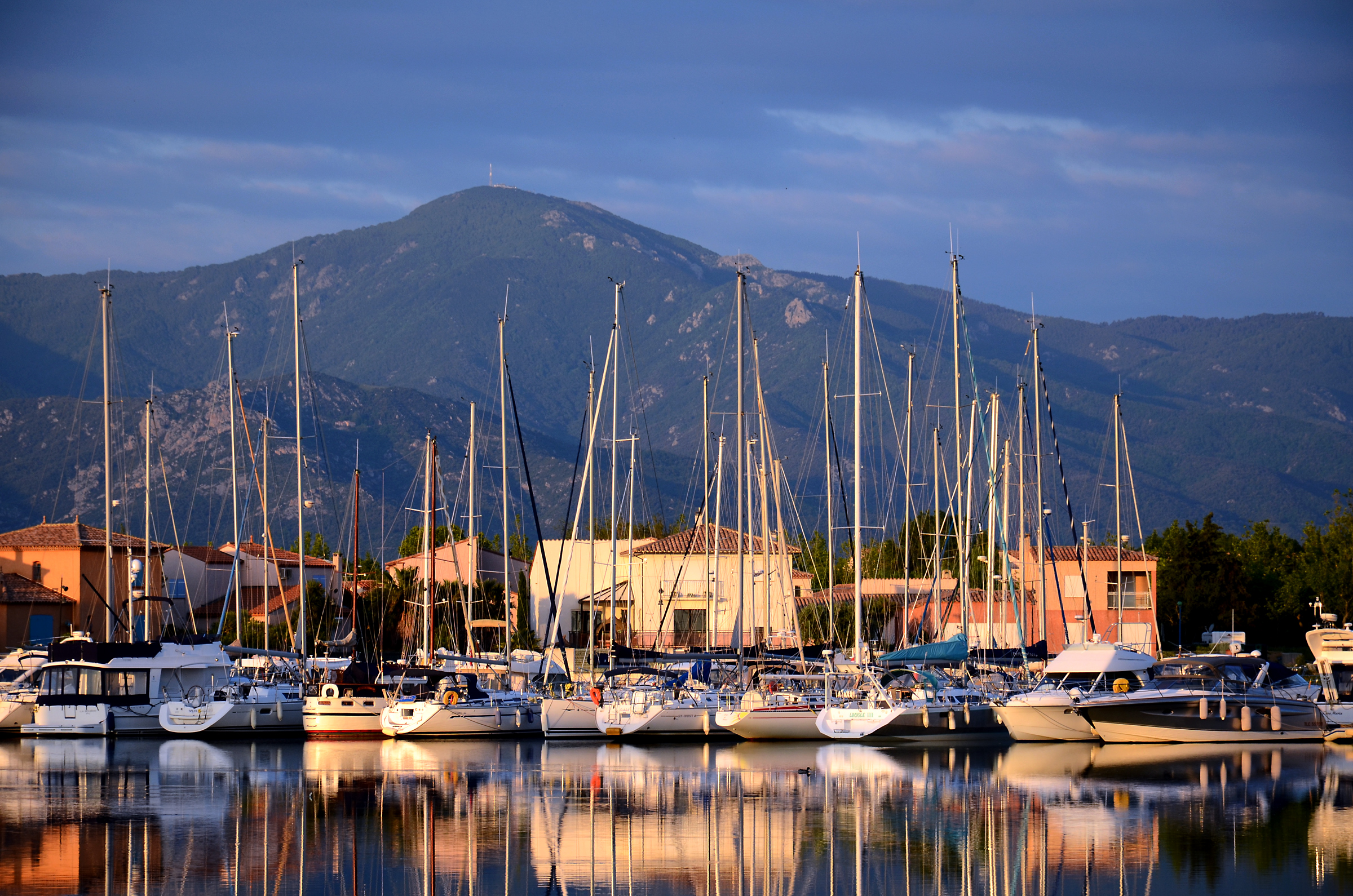
Blick auf die Pyrenäen von Saint Cyprien aus

## Kultur
Das Département entspricht weitgehend der historischen Landschaft Nordkatalonien. Das Katalanische, die ursprüngliche Sprache der Region, ist heute zum großen Teil durch das Französische verdrängt worden. Französisch ist die alleinige Amtssprache, während Katalanisch nur als Wahlfach an Schulen und der Universität Perpignan unterrichtet und durch Privatinitiative gepflegt wird. Dennoch sprechen oder verstehen noch heute rund 43 % der Bewohner der Pyrénées-Orientales die katalanische Sprache. Am 10. Dezember 2007 beschloss der Conseil Général eine Charta zur Förderung der katalanischen Sprache (franz.: Charte en faveur du Catalan).

## Sehenswürdigkeiten
Das Roussillon ist eine Wiege der romanischen Baukunst in Frankreich. Von herausragender Bedeutung sind einige Klöster in den Pyrenäen:
- Saint-Martin-du-Canigou
- Saint-Michel-de-Cuxa
- Serrabone

International bekannt als Fundstätte von Fossilien des Homo erectus ist die Höhle von Arago, 20 km nordwestlich von Perpignan.
Sehenswert sind auch einige Altstädte:
- Collioure
- Elne
- Perpignan
- Villefranche-de-Conflent

## Klima
Messstation: Cap Béar zwischen Banyuls und Port-Vendres in 81 Meter Höhe
| maritime Klimadaten              | J  | F  | M  | A  | M  | J  | J  | A  | S  | O   | N  | D  |
| -------------------------------- | -- | -- | -- | -- | -- | -- | -- | -- | -- | --- | -- | -- |
| mittlere Höchsttemperatur        | 12 | 12 | 14 | 16 | 19 | 23 | 26 | 25 | 23 | 19  | 15 | 13 |
| mittlere Tiefsttemperatur        | 6  | 6  | 8  | 10 | 13 | 17 | 19 | 19 | 17 | 13  | 9  | 7  |
| Anzahl sehr sonnige Tage         | 6  | 5  | 6  | 5  | 6  | 7  | 14 | 11 | 9  | 8   | 6  | 5  |
| Anzahl Tage mit bedecktem Himmel | 10 | 10 | 10 | 7  | 6  | 4  | 1  | 2  | 5  | 8   | 9  | 9  |
| Anzahl Regentage                 | 4  | 4  | 5  | 5  | 5  | 4  | 3  | 4  | 4  | 6   | 4  | 5  |
| Regenmenge in mm                 | 40 | 35 | 48 | 43 | 50 | 30 | 20 | 40 | 58 | 105 | 57 | 60 |
| Wassertemperatur in Küstennähe   | 13 | 12 | 12 | 13 | 15 | 17 | 22 | 23 | 23 | 21  | 17 | 15 |

Tage pro Jahr mit
- Frost: 4 (Mitte Januar)
- Gewitter: 15
- Hagel: 1
- Regenfällen über 1 mm: 53
- Schnee: 1

(Stand 1991)